# Monophyllorchis
Monophyllorchis é um género botânico pertencente à família das orquídeas (Orchidaceae).